# Abbaye Notre-Dame de Dilo
L'abbaye de Dilo est un ancien monastère de prémontrés à Arces-Dilo dans l'Yonne. Elle a disparu après sa confiscation comme bien national en 1790.

## Fondation
L'abbaye est fondée en 1132 à l'emplacement d'une ancienne forge romaine. Elle devient ensuite le noyau d'une communauté villageoise.
En 1361, les religieux exposent que leur monastère ayant été presque entièrement incendié au cours des guerres, ils pensaient s'établir dans leur maison de Joigny, assortie du droit de vendre leur vin « deux bans durant », privilège accordé par  le comte de Champagne Henri Ier le Libéral en 1164 ; mais que cette maison ayant aussi été détruite pour la sécurité de la ville, ils sollicitent le droit de s'installer dans une autre maison de leur censive, sise à Saint-Florentin, et de reporter sur cette maison les mêmes privilèges dont jouissait leur maison détruite de Joigny. Leur demande est agréée par le régent, futur Charles V le Sage,.

## Temporel

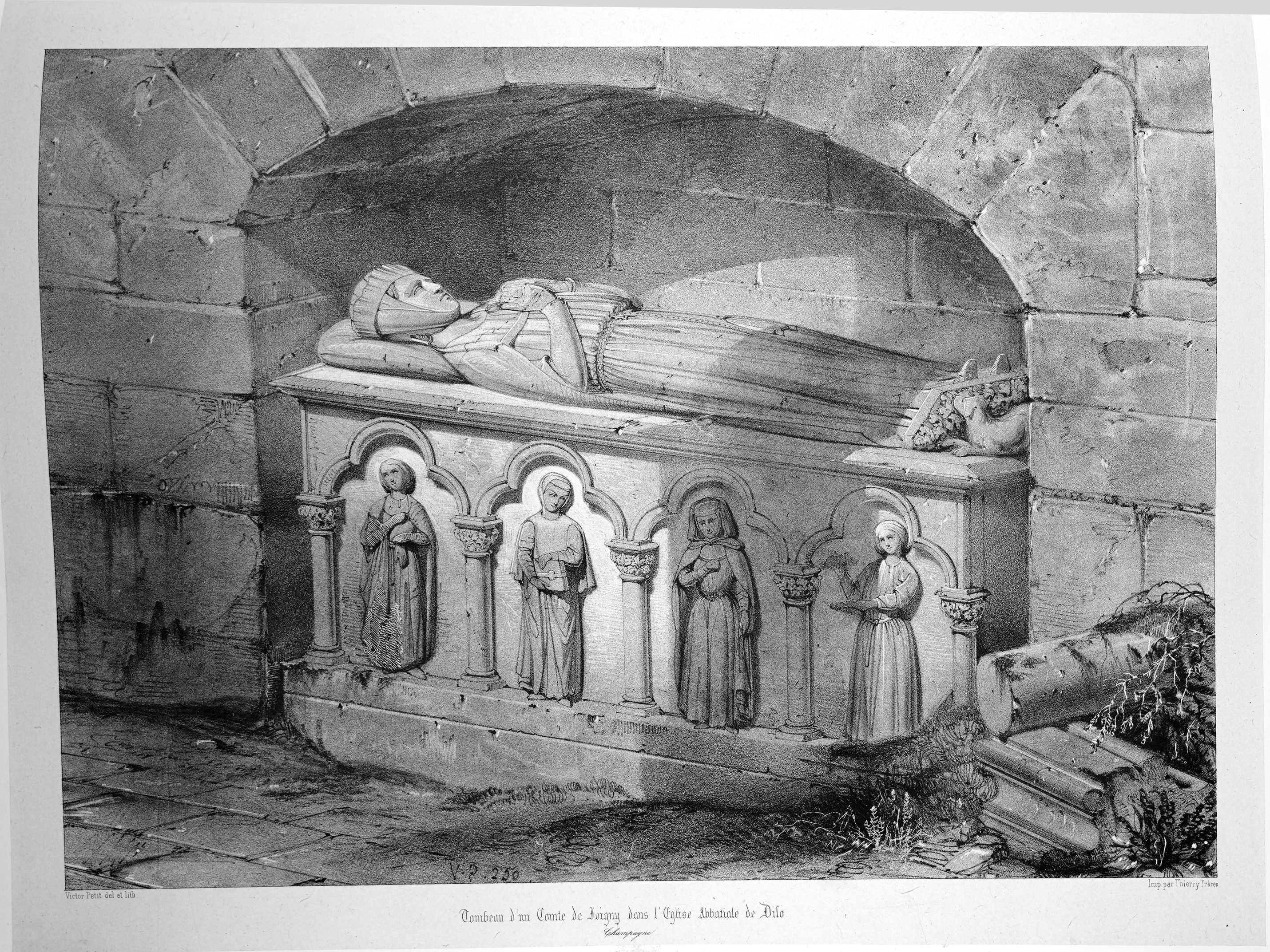
Gisant en l'abbaye in Voyages pittoresques et romantiques dans l'ancienne France.

1143 : Étienne et Thibault de Champlost donnent Thory à l'abbaye contre une rente viagère de six setiers de blé et six setiers de méteil, un obituaire chacun, et leur sépulture dans l'abbaye ; donation confirmée par Hugues de Toucy, archevêque de Sens en 1142 - ~1168.

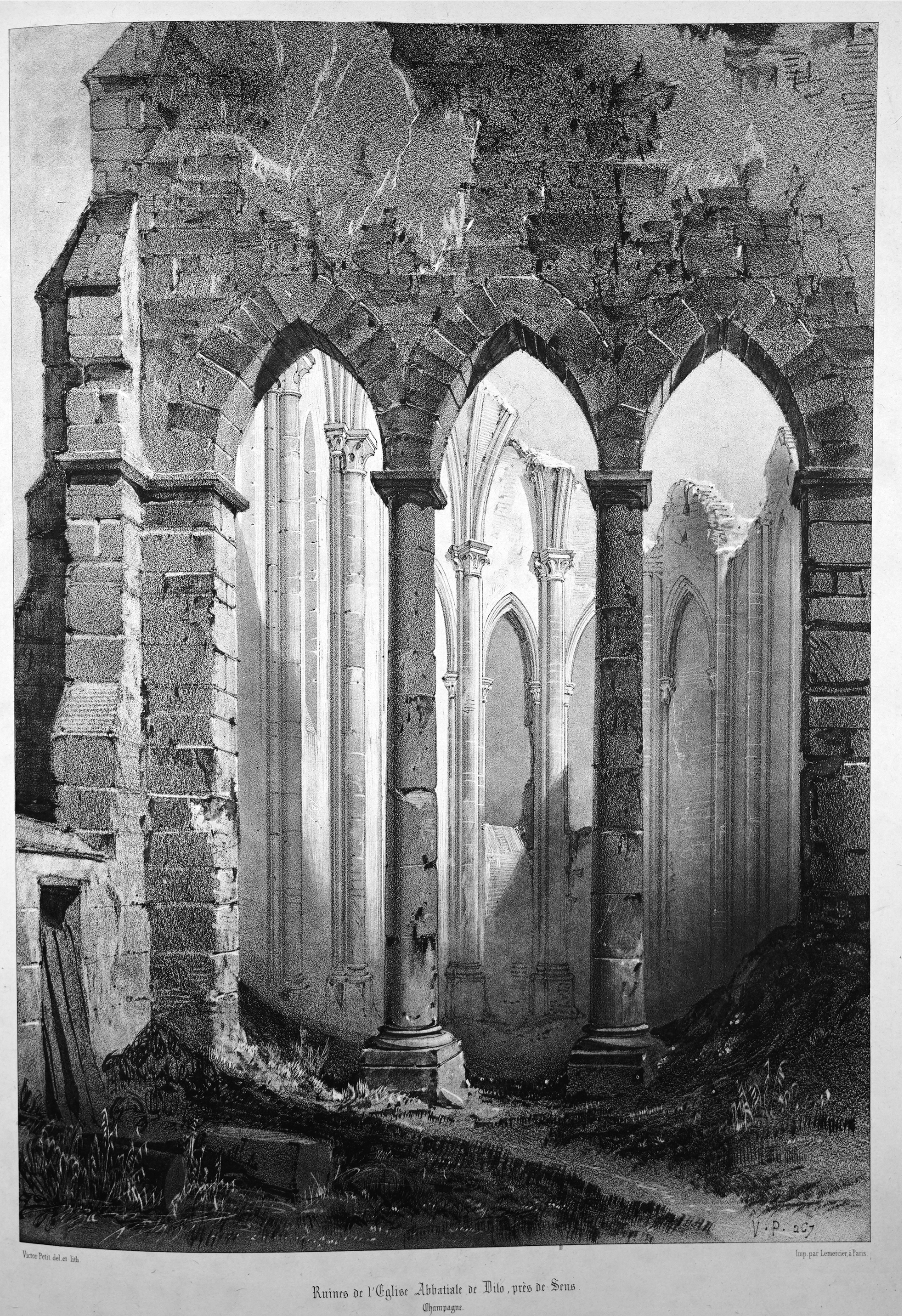
Ruines de l'abbatiale, vers 1857.

1145 : donation par Anselme Porceau à l'abbaye de Dilo de ce qu'il possède à Theil, à l'occasion de l'entrée de sa fille Sanahalde au monastère. La même année et pour la même raison, Hermessende, veuve en premières noces de Pierre de Vareilles, donne ce qu'elle tient en alleu à Girolles.
1154 : donation du moulin de Chichery par Élie, dame de Villemaur, en mémoire de son défunt mari Eudes enterré à l'abbaye.
1159 : à l'occasion de l'entrée de ses deux filles au couvent, Hilduin donne ses droits sur la forêt des Sièges.
1164 : le comte de Champagne Henri Ier le Libéral autorise les religieux à vendre leur vin de leur cellier de Saint-Florentin sans payer de droits.
1169 : Boson et Ithier de Champlost donnent la forêt de Perte contre une rente de 12 setiers de blé pour chacun des deux, et leur obituaire ; la rente continue avec les héritiers mais est réduite d'un tiers, et lesdits héritiers ne peuvent aliéner la forêt, sinon aux moines ou au seigneur dont ils dépendent.
1175 : Gilduin, comte de Joigny, donne le terroir de Reigny. La possession de ce terroir est pourtant contestée depuis longtemps entre Emeline, mère de Gilduin, et l'abbaye de Reigny.
1184 : Étienne de Champlost, fils de Boson, vend à l'abbaye sa rente de 9 setiers de blé contre 20 livres de Provins, à l'occasion de l'entrée au monastère de sa sœur Marie.
1184 : Marie, veuve de Ithier de Champlost, abandonne à perpétuité la rente de 9 setiers de blé qu'elle percevait sur la grange de Thory appartenant à l'abbaye, et lui donne une rente de un setier de blé à prendre sur son moulin d'Avrolles.
1187 : Henri II de Champagne confirme la donation par son père, Henri Ier le Libéral, d'un cellier à Saint-Florentin et de ce que ce cellier est exempté du paiement des droits comtaux.
1190 : Guillaume, comte de Joigny, partant en croisade, accorde divers privilèges : la maison de Joigny des religieux continue d'être exemptée de toute juridiction séculière, et le gardien de cette maison jouit des mêmes privilèges ; les religieux peuvent acheter et vendre des denrées sans payer de droits même en temps de ban ; les religieux reçoivent sur les bois de Beauchesnoy les mêmes droits que les habitants de Bussy, mais sans être comme ces derniers astreints aux corvées et coutumes appliquées à ces derniers ; ils perçoivent 40 sous sur le marché de Joigny (en échange de l'ancienne redevance de 3 000 poissons destinés à leur nourriture pendant le carême ; ils peuvent pêcher avec deux barques sur toute rivière pendant huit jours par an ; avec le consentement de sa mère Adélaïde, Guillaume leur donne son clos de Joigny dont Adélaïde garde l'usufruit jusqu'à sa mort ; et il confirme la donation de sa mère Adélaïde de 40 sous de cens annuel à percevoir le 26 décembre à La Celle-Saint-Cyr.
1199 : Thibault, comte de Troyes, donne le droit d'usage dans la forêt d'Othe.
1239 : Guillaume, comte de Joigny, donne le droit de gruerie dans la forêt de Beauchesnoy, droit pour lequel une convention entre Dilo et Saint-Julien d'Auxerre a été préalablement établie : Dilo peut prélever quatre chars de bois mort par semaine et, si le bois mort manque pour ces chars, peut en couper du vif pour faire le complément. Dilo a aussi le droit de pacage dans ce bois. De plus, le comte accorde à Dilo deux charretées de bois par semaine sur sa propre part. En échange, les religieux de Dilo donnent à Guillaume leur Clos-le-Comte à Joigny, mais conservent les droits perçus au marché de Joigny sur les tanneurs et les boulangers. Ils abandonnent aussi la rente de 20 livres octroyée par le frère de Guillaume, Pierre, de son vivant comte de Joigny.
1304 : Jean, comte de Joigny, confirme la donation par son père d'une rente de 20 sous tournoi sur le péage de Joigny et autorise à acquérir sans payer de droits 40 livrées de terre hors des trois paroisses de Joigny et de la ville d'Armeau.
Vers 1361 ou peu avant, pendant la première partie de la Guerre de Cent Ans, Guichard d'Ars, bailli de Sens, apprend que les Anglais ont investi le domaine du château de Régennes et le château de Malicorne ; il fait détruire de nombreux bâtiments du bailliage afin de limiter les possibilités de retranchement ou d'approvisionnement pour les Anglais. Les moulins de Theil appartenant à l'abbaye sont rasés à cette occasion.
En 1456, l'abbaye possède les forges et les moulins de Fossemore sur la paroisse de Theil, biens qu'elle donne en amodie. Les minerais sont à prendre dans les bois et terres de Dilo. En 1521, le fourneau de ces forges est démoli et le maître de forge parti.
1480 : l'abbaye reçoit le droit de pacage dans le bois des Minerais ou Mineroy, à Dixmont.
Après la confiscation de l'abbaye, détruite en 1790, la forêt reste bien national et devient une forêt domaniale.